# 丝叶韭
丝叶韭（学名：Allium setifolium）为葱科葱属的植物。分布在中亚地区以及中国大陆的新疆自治区等地，生长于海拔280米至1,000米的地区，一般生长在石质山坡及荒漠地带，目前已由人工引种栽培。